# Brousseval
Brousseval é uma comuna francesa na região administrativa de Grande Leste, no departamento de Haute-Marne. Estende-se por uma área de 6,01 km². Em 2010 a comuna tinha 688 habitantes (densidade: 114,5 hab./km²).